# Tigraj
Tigraj (amharsky ትግራይ), standardizované české exonymum Tigrajsko, plným názvem Tigrajský národní regionální stát (yeTigray biḥ ērawī kililawī mengist (የትግራይ ብሔራዊ ክልላዊ መንግስት), je jedním ze svazových států Etiopie (kililoch). Jeho hlavním městem je Mekele a většinu jeho obyvatel tvoří Tigrajci. Nejrozšířenějším náboženstvím je křesťanství ortodoxní etiopské církve (95 %).
Na území Tigraje se nachází město Aksúm, bývalé centrum Aksúmské říše. Na západě Tigraj sousedí se severním Súdánem a na severu hraničí s Eritreou. V rámci Etiopie sousedí na východě s Afarskem a na jihu s Amharskem.
V roce 2007 žilo v Tigraji 4 314 456 obyvatel.

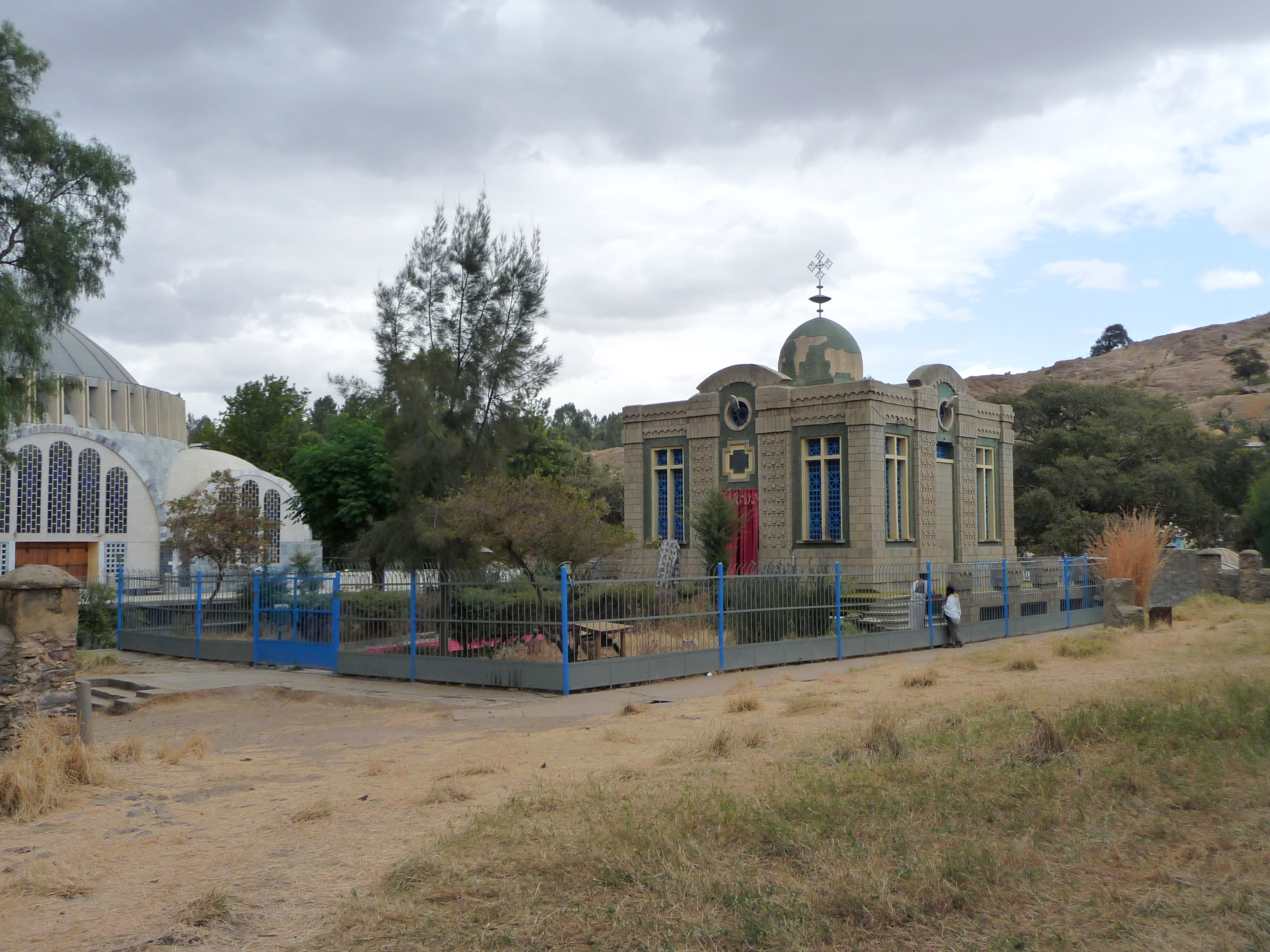
Kaple v Aksúmu, ve které je údajně uschována Archa úmluvy